# Altopiano del Tibet
L'altopiano del Tibet (བོད་ས་མཐོ་) è un vasto ed elevato altopiano dell'Asia orientale che copre la maggior parte della regione autonoma del Tibet e della provincia del Qinghai in Cina e parte del Ladakh, nel Kashmir indiano.

## Descrizione

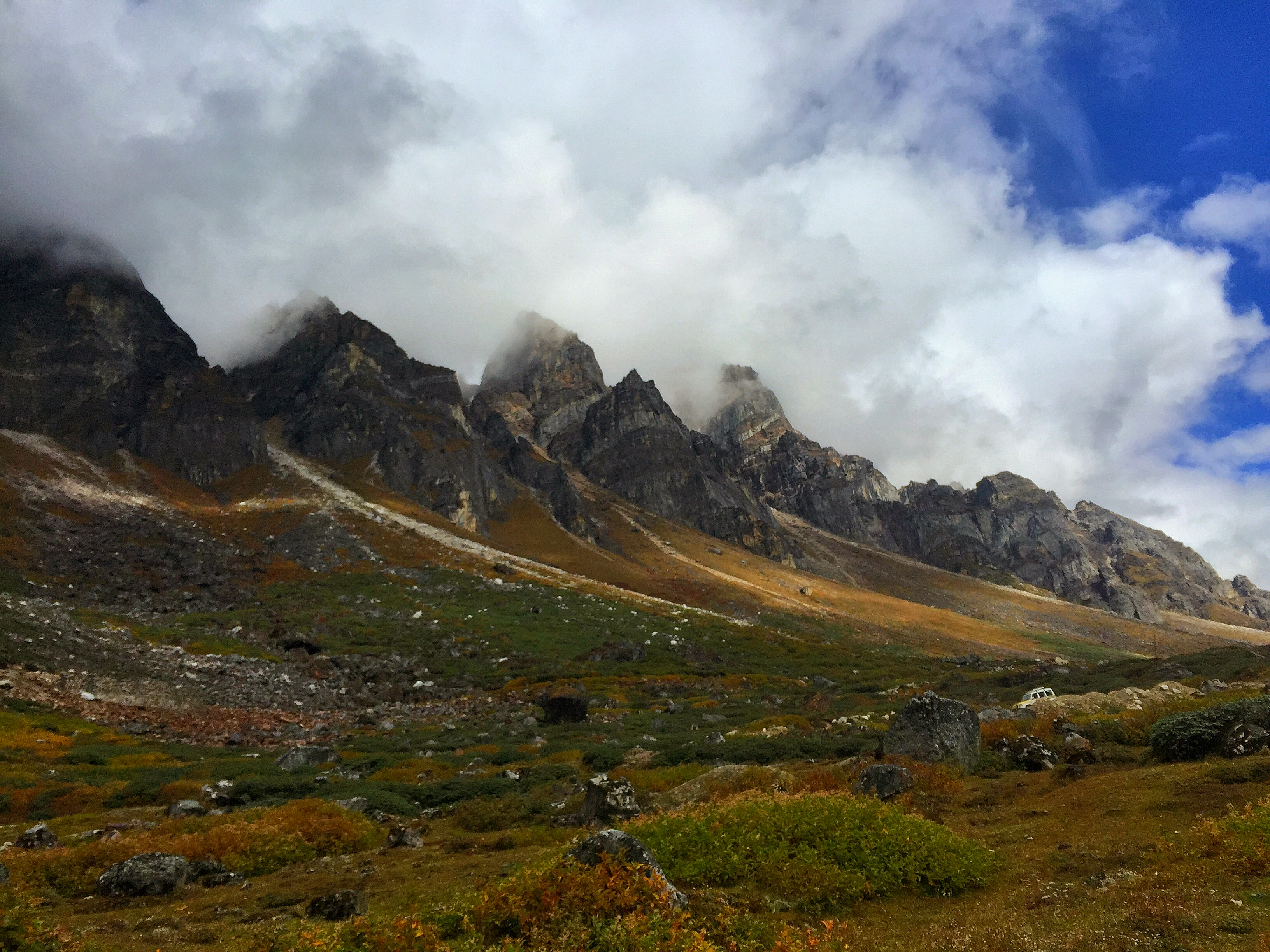
Monti Kunlun, ai margini dell'altopiano

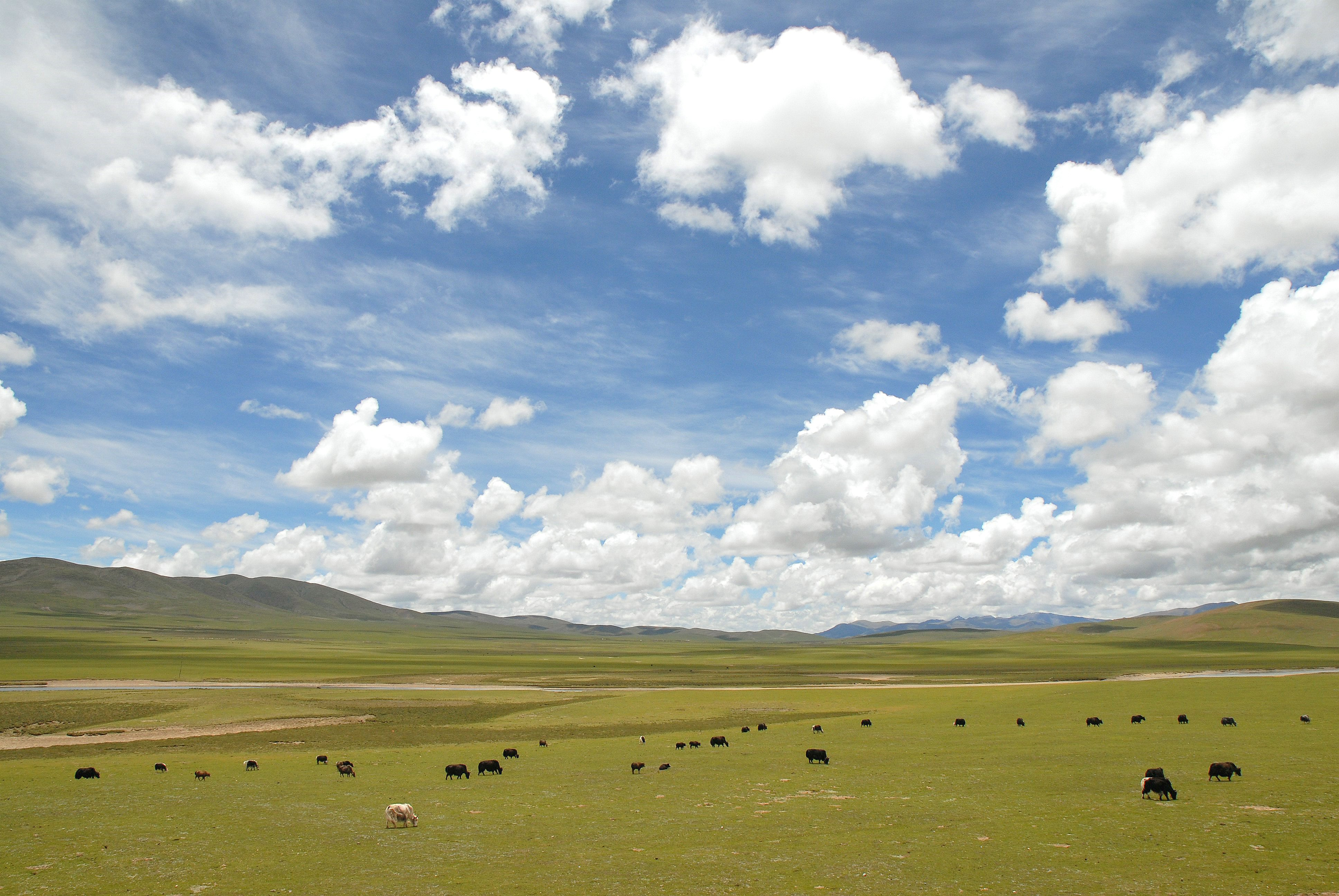
Steppe sull'altopiano

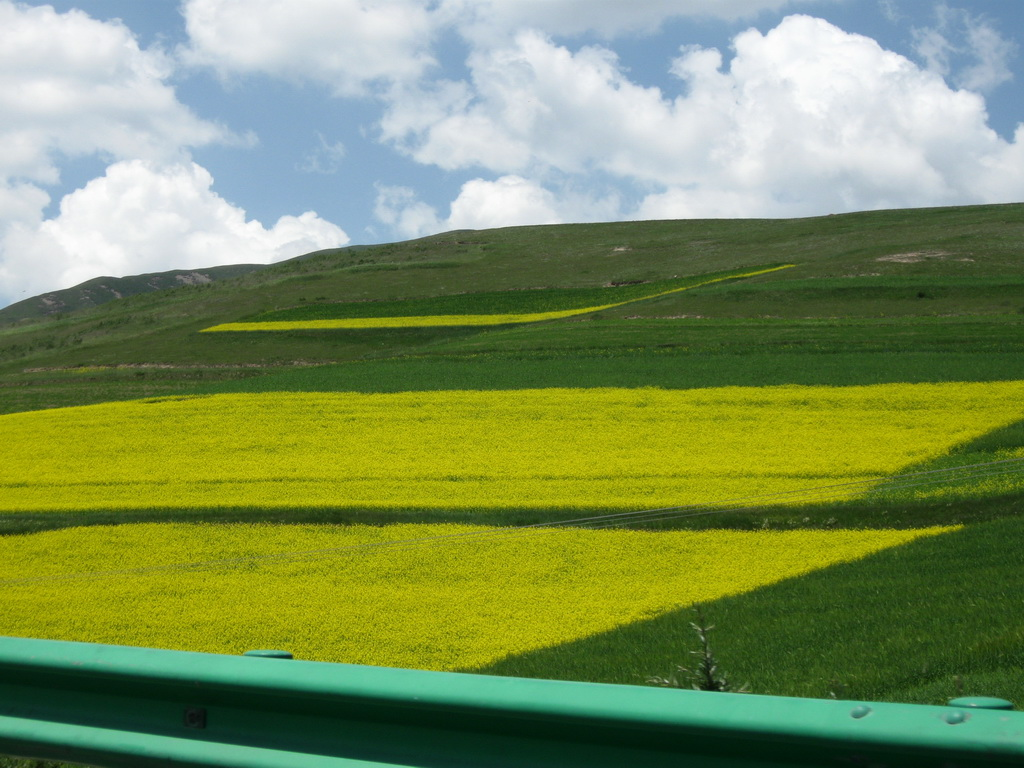
Praterie sull'altopiano

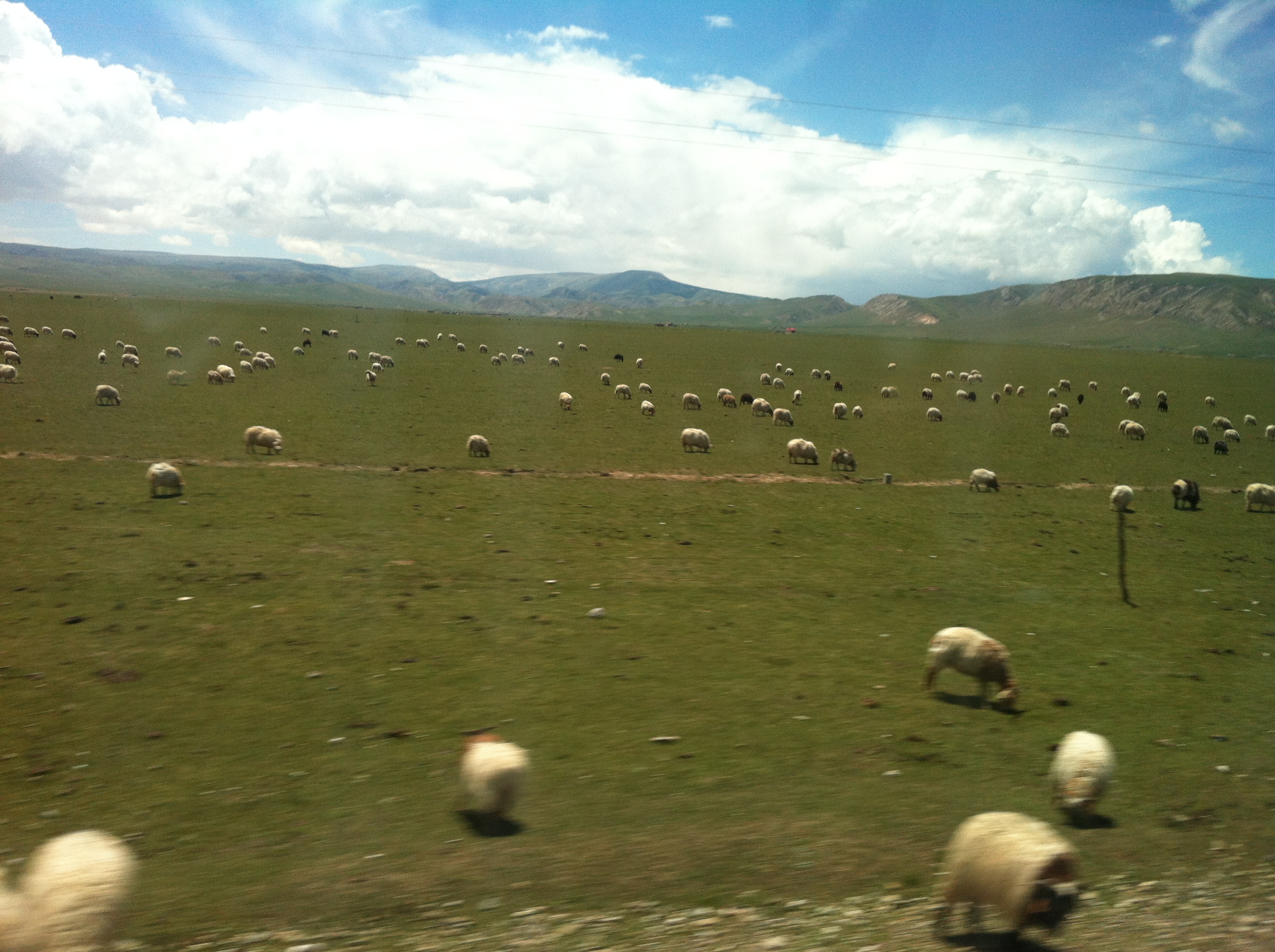
Pecore al pascolo

Con una superficie che si estende per 2500 km di lunghezza e per 1000 km di larghezza, ad un'altitudine media di oltre 4500 m s.l.m., talvolta chiamato il tetto del mondo, è l'altopiano più alto e più vasto del mondo, con una superficie di 1,2 milioni di chilometri quadrati (circa due volte la dimensione del Texas o della Francia, più di quattro volte l'Italia).
L'altopiano tibetano è circondato da alte catene montuose: è delimitato a nord-ovest dai monti Kunlun che lo separano dal bacino del Tarim, e a nord-est dalla catena dei Qilian Shan che lo separa dal Corridoio di Hexi e dal deserto del Gobi. I suoi confini meridionali sono disegnati dalla valle del fiume Brahmaputra (Yǎlǔ Zàngbù Jiāng) che corre lungo la base dell'Himalaya. A occidente l'altopiano è abbracciato dalla robusta catena del Karakoram nel Kashmir settentrionale. A est e sud-est l'altopiano cede il passo alle gole boscose dei fiumi Salween, Mekong, Fiume Azzurro, alle regioni occidentali del Sichuan e sud-occidentali del Qinghai.

### Idrografia
I più importanti fiumi che scorrono nelle regioni circostanti hanno origine dal plateau, in particolare dalla provincia cinese di Qinghai e dalla zona del Monte Kailash e del Lago Manasarovar.
I più importanti sono:
- Qinghai
  - Huang He (o Fiume Giallo)
  - Yangtze
  - Mekong
- Monte Kailash
  - Indo
  - Brahmaputra, che nel corso tibetano prende il nome di Yarlung Tsangpo
  - Gange (Karnali)
  - Sutlej

### Clima
Il clima è assai rigido e ventoso e possono manifestarsi temperature notturne anche inferiori ai -30 °C.
I monsoni dall'India e dal Nepal, notevolmente ridotti dalla catena himalayana portano alcune leggere precipitazioni in particolare nella parte sud-occidentale tra metà giugno e metà settembre. Il clima è molto secco per tutto il resto dell'anno. Le temperature più basse sono tra i mesi di dicembre e febbraio. D'inverno le precipitazioni nevose sono scarse nella valle e abbondanti nella catena himalayana. I passi del sud rimangono spesso chiusi per la neve durante l'inverno.
A Lhasa, la terza città più in alto della terra, (dopo El Alto, a 4100 metri e La Rinconada (Perù) con i suoi 5100 metri) le temperature massime vanno da qualche grado sopra lo zero d'inverno ai 25 °C d'estate, mentre le minime vanno dai -15 °C ai +10 °C.

### Ambiente
Il territorio è pressoché sgombro di vegetazione ad alto fusto, mentre sono diffusi i pascoli, le steppe e la vegetazione d'alta quota come muschi e licheni.

## Storia

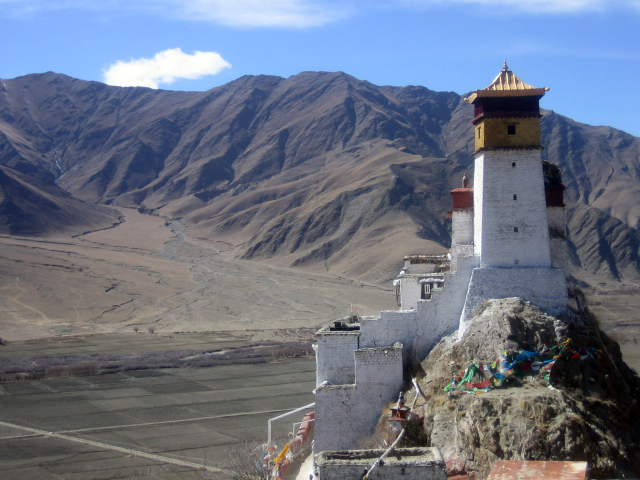
Il castello-monastero di Yumbulakhang

La Mandibola di Xiahe, scoperta da un monaco buddista nel 1980 nella grotta di Baishiya, nella contea di Xiahe in Cina, identificata come appartenuta ad un individuo della specie Homo di Denisova solo nel 2018, attesta la presenza di ominidi, ibridati con l'Homo Sapiens, già a partire da 160.000 anni fa.
Esistono poche testimonianze sulle origini del Tibet, si sa però che inizialmente era popolato da pastori nomadi provenienti dall'Asia centrale. La storia del paese prima del VII secolo si affida alla tradizione orale del suo popolo, visto che non era ancora stata introdotta la scrittura, e si fonde spesso con elementi mitologici.

## Economia
Il territorio vive prevalentemente di agricoltura e allevamento (tipico è l'allevamento di yak). Negli ultimi decenni si è affacciato anche il turismo.

### Via della Seta
A nord del Tibet, oltre i Monti Kunlun, ai bordi del bacino del Tarim, passavano dei rami settentrionali dell'antica Via della seta.